# Proroblemma philogonia
Proroblemma philogonia là một loài bướm đêm trong họ Erebidae.